# Front 242
Front 242 ist eine der ersten Elektronik-Bands der 1980er Jahre und gilt für diese Zeit als Aushängeschild der Electronic Body Music (EBM). Sie werden bis heute als Inspiration oder gar als direktes Vorbild für zahlreiche EBM- und Electro-Combos benannt.

## Bandgeschichte

### Die Anfangszeit (1981–1983)
Gegründet im Oktober 1981 in Brüssel (Belgien) waren Front 242 ursprünglich ein Duo, bestehend aus Daniel Bressanutti (alias Daniel B.) und Dirk Bergen. Noch im gleichen Jahr veröffentlichten sie ihre erste Single Principles. Ein Jahr später stießen Patrick Codenys und Lead-Sänger Jean-Luc De Meyer hinzu, und es erschienen die Single U-Men sowie das Album Geography.
Für Live-Auftritte wurde Geoff Bellingham engagiert, der aber kurz darauf durch Richard Jonckheere (alias „Richard 23“) ersetzt wurde. Dirk Bergen verließ die Band und übernahm das Management. In der Besetzung De Meyer/Codenys/Daniel B./Richard 23 wurde die Band nun bekannt.
Für Diskussionen sorgte von Anfang an das paramilitärische Auftreten der Band. Tarnnetze, kugelsichere Westen und so genannte „Gletscherbrillen“ gehörten zu den typischen Utensilien. Dieses Auftreten wurde vielfach als faschistoid verstanden, sollte aber ein künstlerisches Spiel mit Symbolen sein. Die Band betonte immer wieder, der Name Front 242 habe keine bestimmte Bedeutung. Die Bezeichnung „242“ ist tatsächlich die Brüsseler Vorwahl der Bandmitglieder gewesen (2 für Brüssel und 42 für den Bezirk).

### Die Erfolgsjahre (1984–1989)

Eintrittskarte 1991 (Circus Krone in München)

Mit dem 1984 erschienenen Album No Comment wurde der Sound der Band aggressiver, und digitale Stakkato-Sequenzen des DX7-Synthesizers sowie Emulator-II-Samples wurden zu einem Markenzeichen der Band. Auf diesem Album verwendeten Front 242 auch zum ersten Mal die Bezeichnung „Electronic Body Music“, die später von Labels wie Antler Records und Animalized/SPV aufgegriffen und zur Bezeichnung einer ganzen Stilrichtung wurde.
1987 erschien das Album Official Version, und die Band hatte mit Masterhit und Quite Unusual zwei erfolgreiche Club-Hits. Front 242 schlossen einen Vertrag mit Wax Trax!, woraufhin viele frühere Aufnahmen wiederveröffentlicht wurden, unter anderem auch die Raritäten-Sammlung Back Catalogue. Im gleichen Jahr traten Front 242 als Vorgruppe bei der Music for the masses-Tour von Depeche Mode auf und wurden so erstmals einem größeren Publikum bekannt.
Der vierte Longplayer Front by Front (1988) konnte den Erfolg von Official Version noch übertreffen, die Singles Headhunter und Never Stop wurden sehr populär, und insbesondere Headhunter gilt noch heute als Club-Klassiker. Der Headhunter-Videoclip wurde von dem Niederländischen Fotografen Anton Corbijn gedreht, der durch seine Arbeiten für Depeche Mode oder U2 bekannt wurde.

### Der Niedergang (1990–1997)
Front 242 wurden nun von dem Major-Label Epic Records unter Vertrag genommen, das 5. Album Tyranny For You konnte allerdings nicht an den Erfolg von Front by Front anknüpfen, obwohl das Video zur Single Tragedy For You nun auch auf MTV zu sehen war.
1993 verließ Richard 23 die Band im Anschluss an das Lollapalooza-Festival. Es erschienen die Alben 06:21:03:11 Up Evil (06:21:03:11 = FUCK, die Zahlen entsprechen den Positionen der Buchstaben im Alphabet) und 05:22:09:12 Off (05:22:09:12 = EVIL), die jedoch ebenfalls nicht mehr an alte Erfolge anschließen konnten. So kam es, dass auch Sänger Jean Luc De Meyer nach der Live-LP Live Code und dem Remix-Album Mut@ge.Mix@ge 1995 die Band verließ.

### Reunion und Front 242 heute
1997 kam es zu einer Wiedervereinigung, und Front 242 gingen auf die Re:Boot-Tour. Aufgrund der großen Nachfrage wurden die neuen Aufnahmen 1998 als Re:Boot auf CD gebannt. Die Band wurde bei dem deutschen Zoth Ommog bzw. bei Metropolis (USA) unter Vertrag genommen. Die Re:Boot-Auftritte gingen weiter.
Im Oktober 1998 erschien die Neuauflage ihres bekanntesten Hits Headhunter als Headhunter 2000 sowie in zahlreichen Remix-Versionen verschiedener Künstler der Szene. Im Jahr 2000 gaben Front 242 weitere Konzerte. 2001 spielten Front 242 beim Alive Festival in St. Vith (Ostbelgien). 2002 standen lediglich zwei Festival-Auftritte auf dem Plan. Der umjubelte Euro-Rock Gig bewies jedoch die ungebrochene Popularität der Band. Gegen Ende des Jahres begaben sie sich wieder ins Studio.
2003 hatten die Gerüchte und Spekulationen ein Ende: Auf XIII Bis-Records erschien die EP Still & Raw. Im April 2003 erschien dann das Album Pulse.
2006 feierte die Band mit zahlreichen Fans an zwei Tagen mit zwei unterschiedlichen Auftritten und mit Gastkünstlern wie TET – Travailleur En Trance, The Hacker, Terence Fixmer und David Carretta ihr 25-jähriges Bestehen im Ancienne Belgique in Brüssel. Dabei wurde die zuvor bereits auf einer US-Tour getestete neue Show präsentiert, welche eine Abkehr von Re:Boot darstellt und ältere Stücke wieder in ihrer ursprünglichen Form darbot.
2007 spielten Front 242 auf diversen Festivals in Europa.
Inzwischen sind Front 242 bei dem Label Alfa Matrix, wobei sich die Veröffentlichungen größtenteils auf Nachpressungen beschränken.
Nachdem Front 242 etliche Jahre erfolgreich tourten, gab die Band am 23. Januar 2012 bekannt, eine zeitlich nicht näher definierte Pause einzulegen. Damit sagte sie zugleich die Auftritte auf dem Amphi Festival und der Nocturnal Culture Night ab.

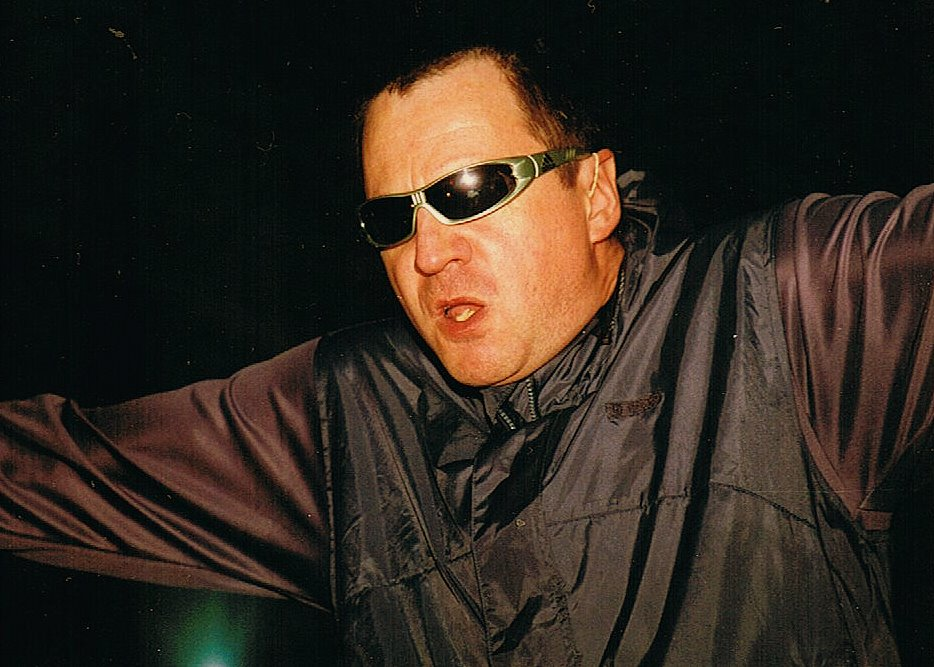
Front 242 bei einem Auftritt im Werk 2 in Leipzig

2015 waren sie wieder live zu sehen, unter anderem beim Wave-Gotik-Treffen in Leipzig.
Am 18. März 2017 waren Front 242 Headliner des E-Tropolis Festival in Oberhausen (Turbinenhalle).
Am 12. August 2018 traten sie als Headliner beim M’era Luna Festival 2018 in Hildesheim auf.
Im November 2018 spielten sie zum letzten Mal zusammen mit Daniel Bressanutti, der im Anschluss die Band verließ.
Im Februar 2021 setzten sich Front 242 für die Veranstaltungsbranche ein. Die Band unterstützte eine Versteigerung von Bühnenoutfits zugunsten von arbeitslosen Crewmitgliedern.
Im Jahr 2024 verkündete die Band den Abschied von der Bühne. Nach einer ausgedehnten Tour durch Europa, USA und Mexiko werden die letzten Konzerte im Januar 2025 in Belgien stattfinden.

## Diskografie

### Studioalben
| Jahr | Titel               | Höchstplatzierung, Gesamtwochen, AuszeichnungChartplatzierungen (Jahr, Titel, Platzierungen, Wochen, Auszeichnungen, Anmerkungen) | Höchstplatzierung, Gesamtwochen, AuszeichnungChartplatzierungen (Jahr, Titel, Platzierungen, Wochen, Auszeichnungen, Anmerkungen) | Höchstplatzierung, Gesamtwochen, AuszeichnungChartplatzierungen (Jahr, Titel, Platzierungen, Wochen, Auszeichnungen, Anmerkungen) | Höchstplatzierung, Gesamtwochen, AuszeichnungChartplatzierungen (Jahr, Titel, Platzierungen, Wochen, Auszeichnungen, Anmerkungen) | Höchstplatzierung, Gesamtwochen, AuszeichnungChartplatzierungen (Jahr, Titel, Platzierungen, Wochen, Auszeichnungen, Anmerkungen) | Anmerkungen                               |
| Jahr | Titel               | DE | AT | CH | UK | US | Anmerkungen                               |
| ---- | ------------------- | --- | --- | --- | --- | --- | ----------------------------------------- |
| 1991 | Tyranny (For You)   | DE28 (12 Wo.)DE | — | CH10 (7 Wo.)CH | UK49 (1 Wo.)UK | US95 (12 Wo.)US | Erstveröffentlichung: Januar 1991         |
| 1993 | 06:21:03:11 Up Evil | DE68 (11 Wo.)DE | — | — | UK44 (1 Wo.)UK | US166 (1 Wo.)US | Erstveröffentlichung: Mai 1993            |
| 1993 | 05:22:09:12 Off     | DE64 (6 Wo.)DE | — | — | UK46 (1 Wo.)UK | — | Erstveröffentlichung: August 1993         |
| 1998 | Re-Boot: Live '98   | DE62 (2 Wo.)DE | — | — | — | — | Erstveröffentlichung: Juli 1998 Livealbum |
| 2003 | Pulse               | DE94 (1 Wo.)DE | — | — | — | — | Erstveröffentlichung: April 2003          |

Weitere Veröffentlichungen
- 1982: Geography
- 1984: No Comment
- 1987: Back Catalogue (Single-Sammlung)
- 1987: Official Version
- 1988: Front by Front
- 1992: Live Target
- 1994: Live Code
- 1995: Mut@ge.Mix@ge
- 2008: Moments …

### Singles
| Jahr | Titel Album                       | Höchstplatzierung, Gesamtwochen, AuszeichnungChartplatzierungen (Jahr, Titel, Album, Platzierungen, Wochen, Auszeichnungen, Anmerkungen) | Höchstplatzierung, Gesamtwochen, AuszeichnungChartplatzierungen (Jahr, Titel, Album, Platzierungen, Wochen, Auszeichnungen, Anmerkungen) | Höchstplatzierung, Gesamtwochen, AuszeichnungChartplatzierungen (Jahr, Titel, Album, Platzierungen, Wochen, Auszeichnungen, Anmerkungen) | Höchstplatzierung, Gesamtwochen, AuszeichnungChartplatzierungen (Jahr, Titel, Album, Platzierungen, Wochen, Auszeichnungen, Anmerkungen) | Höchstplatzierung, Gesamtwochen, AuszeichnungChartplatzierungen (Jahr, Titel, Album, Platzierungen, Wochen, Auszeichnungen, Anmerkungen) | Anmerkungen                         |
| Jahr | Titel Album                       | DE | AT | CH | UK | US | Anmerkungen                         |
| ---- | --------------------------------- | --- | --- | --- | --- | --- | ----------------------------------- |
| 1989 | Never Stop! Front by Front        | DE37 (7 Wo.)DE | — | — | — | — | Erstveröffentlichung: März 1989     |
| 1990 | Tragedy For You Tyranny (For You) | DE49 (16 Wo.)DE | — | — | — | — | Erstveröffentlichung: November 1990 |
| 1993 | Religion 06:21:03:11 Up Evil      | — | — | — | UK46 (1 Wo.)UK | — | Erstveröffentlichung: April 1993    |

Weitere Singles
- 1981: Principles
- 1981: U-Men
- 1983: Endless Riddance (EP)
- 1983: Two In One (EP)

Cover vom Album Front by Front und gleichzeitig ein Aufkleber.

- 1984: Live In Chicago (EP, frühe Gratis-Beilage von No Comment)
- 1985: No Shuffle
- 1985: Politics Of Pressure (EP)
- 1986: Interception
- 1987: Masterhit
- 1988: Commando
- 1988: Headhunter (Single und EP)
- 1991: Rhythm Of Time
- 1991: Mixed By Fear (EP)
- 1993: Animal
- 1993: Angels Versus Animals (EP)
- 1993: Happiness
- 1998: Headhunter 2000 (4 CDs & 1 „Golden Masters“ EP)
- 2003: Still And Raw (EP)
- 2008: First Moment (Single)

## Nebenprojekte
- 32Crash – Jean-Luc De Meyer (zusammen mit Len Lemeire und Jan D'Hooghe von „Implant“)
- The Art Corporation – Daniel Bressanutti
- Bigod 20 – Jean-Luc De Meyer, beim Stück „The Bog“
- Birmingham 6 – Jean-Luc De Meyer
- Cobalt 60 – Jean-Luc De Meyer
- Coder 23 – Patrick Codenys, Richard 23
- Cyber-Tec Project, C-Tec – Jean-Luc De Meyer
- Front Line Assembly – Jean-Luc De Meyer, beim Stück „Future Fail“
- Gaiden – Patrick Codenys (zusammen mit Techno-Produzent Steve Stoll)
- Glis – Jean-Luc De Meyer, bei den Stücken „The Irreparable“ and „La Béatrice“
- Grisha Zeme – Daniel Bressanutti, Patrick Codenys
- Holy Gang – Richard 23
- Implant – Jean-Luc de Meyer, beim Stück „The Creature“
- LaTchak – Richard 23
- Male or Female – Daniel Bressanutti, Patrick Codenys
- Ministry – Richard 23, Background Vocals beim Stück „The Nature of Love“
- Modern Cubism – Jean-Luc De Meyer
- Prothese – Daniel Bressanutti, Dirk Bergen
- Punish Yourself – Jean-Luc de Meyer, beim Stück „Voodoo Virus“
- Red Sniper – Patrick Codenys
- Revolting Cocks – Richard 23
- Speed Tribe – Daniel Bressanutti, Patrick Codenys
- Under Viewer – Patrick Codenys, Jean-Luc De Meyer
- Komor Kommando feat. Jean Luc De Meyer – John the Revelator (Depeche Mode Cover)
- Haujobb feat. Jean-Luc De Meyer – 'We Must Wait' 2014